# Gran Premio de Bélgica de Motociclismo de 1981
El Gran Premio de Bélgica de Motociclismo de 1981 fue la novena prueba de la temporada 1981 del Campeonato Mundial de Motociclismo. El Gran Premio se disputó el 5 de julio de 1981 en el Circuito de Spa, que volvía a ser el escenario habitual después que el año anterior se disputase en el circuito de Zolder.

## Resultados 500cc
En la categoría reina, después que la carrera se cancelase por el mal tiempo, se impuso el italiano Marco Lucchinelli que batió a su máximo rival esta temporada, el estadounidense Kenny Roberts por menos de un segundo de diferencia. El también estadounidense Randy Mamola acabó tercero. Para Lucchinelli se trata de la tercera victoria de la temporada, la segunda consecutiva, lo que le coloca al frente de la clasificación con 9 puntos de ventaja sobre Mamola
| Pos.     | Piloto               | Moto       | Tiempo     | Pts. |
| -------- | -------------------- | ---------- | ---------- | ---- |
| 1        | Marco Lucchinelli    | Suzuki     | 54:29.37   | 15   |
| 2        | Kenny Roberts        | Yamaha     | +0,53      | 12   |
| 3        | Randy Mamola         | Suzuki     | +16,93     | 10   |
| 4        | Barry Sheene         | Yamaha     | +18,17     | 8    |
| 5        | Boet van Dulmen      | Yamaha     | +41,49     | 6    |
| 6        | Jack Middelburg      | Suzuki     | + 1 Vuelta | 5    |
| 7        | Graeme Crosby        | Suzuki     | + 1 Vuelta | 4    |
| 8        | Marc Fontan          | Yamaha     | + 1 Vuelta | 3    |
| 9        | Willem Zoet          | Suzuki     | + 1 Vuelta | 2    |
| 10       | Bernard Fau          | Suzuki     | + 1 Vuelta | 1    |
| 11       | Sadao Asami          | Suzuki     | + 1 Vuelta |      |
| 12       | Guido Paci           | Yamaha     | + 1 Vuelta |      |
| 13       | Keith Huewen         | Suzuki     | + 1 Vuelta |      |
| 14       | Dale Singleton       | Suzuki     | + 1 Vuelta |      |
| 15       | Sergio Pellandini    | Yamaha     | + 1 Vuelta |      |
| 16       | Giovanni Pelletier   | Suzuki     | + 1 Vuelta |      |
| 17       | Seppo Rossi          | Suzuki     | + 1 Vuelta |      |
| 18       | Dominique Pernet     | Yamaha     | + 1 Vuelta |      |
| 19       | Kork Ballington      | Kawasaki   | + 1 Vuelta |      |
| 20       | Steve Parrish        | Yamaha     | + 1 Vuelta |      |
| 21       | Børge Nielsen        | Suzuki     | + 1 Vuelta |      |
| 22       | Stu Avant            | Suzuki     | + 1 Vuelta |      |
| 23       | Michel Frutschi      | Yamaha     | + 1 Vuelta |      |
| 24       | Philippe Chaltin     | Suzuki     | + 1 Vuelta |      |
| 25       | Dennis Ireland       | Suzuki     | + 1 Vuelta |      |
| 26       | Dave Potter          | Yamaha     | + 1 Vuelta |      |
| 27       | Philippe Coulon      | Suzuki     | + 1 Vuelta |      |
| 28       | Gary Lingham         | Suzuki     | + 1 Vuelta |      |
| 29       | Christian Estrosi    | Yamaha     | + 1 Vuelta |      |
| Ret      | Graziano Rossi       | Morbidelli | Ret        |      |
| Ret      | Gregg Hansford       | Kawasaki   | Ret        |      |
| Ret      | Kimmo Kopra          | Suzuki     | Ret        |      |
| Ret      | Christian Sarron     | Yamaha     | Ret        |      |
| Ret      | Peter Sjöström       | Suzuki     | Ret        |      |
| Ret      | Franck Gross         | Suzuki     | Ret        |      |
| Ret      | Franco Uncini        | Suzuki     | Ret        |      |
| DNQ      | Alain Nies           | Suzuki     | DNQ        |      |
| DNQ      | Wolfgang von Muralt  | Suzuki     | DNQ        |      |
| DNQ      | Marco Greco          | Suzuki     | DNQ        |      |
| DNQ      | Jean-Philippe Delere | Yamaha     | DNQ        |      |
| DNQ      | Josef Hage           | Yamaha     | DNQ        |      |
| DNQ      | Jacques Agopian      | Suzuki     | DNQ        |      |
| Sources: |                      |            |            |      |

## Resultados 250cc
El pilot alemán Anton Mang obtuvo el quinto triunfo de la temporada, el cuarto consecutivo. El venezolano Carlos Lavado y el francés Jean-François Baldé fueron segundo y tercero respectivamente.
| Pos. | Piloto                 | Moto          | Tiempo     | Pts. |
| ---- | ---------------------- | ------------- | ---------- | ---- |
| 1    | Anton Mang             | Kawasaki      | 50'37.74   | 15   |
| 2    | Carlos Lavado          | Yamaha        | 50'45.47   | 12   |
| 3    | Jean-François Baldé    | Kawasaki      | 50'16.59   | 10   |
| 4    | Jean-Marc Toffolo      | Rotax         | 51'19.24   | 8    |
| 5    | Didier de Radiguès     | Yamaha        | 51'21.24   | 6    |
| 6    | Jean-Louis Tournadre   | Yamaha        | + 1 Vuelta | 5    |
| 7    | Sito Pons              | Siroko-Rotax  | + 1 Vuelta | 4    |
| 8    | Maurizio Massimiani    | Ad majora     | + 1 Vuelta | 3    |
| 9    | Jacques Bolle          | Yamaha        | + 1 Vuelta | 2    |
| 10   | André Gouin            | Yamaha        | + 1 Vuelta | 1    |
| 11   | Roland Freymond        | Ad Majora     | + 1 Vuelta |      |
| 12   | Patrick Fernandez      | Yamaha        | + 1 Vuelta |      |
| 13   | Graeme Geddes          | Yamaha        | + 1 Vuelta |      |
| 14   | Jean-Louis Guignabodet | Kawasaki      | + 1 Vuelta |      |
| 15   | Pierre Tocco           | Yamaha        | + 1 Vuelta |      |
| 16   | Roger Sibille          | Yamaha        | + 1 Vuelta |      |
| 17   | Eero Hyvärinen         | Yamaha        | + 1 Vuelta |      |
| 18   | Paolo Ferretti         | Yamaha        | + 1 Vuelta |      |
| 19   | Gerhard Waibel         | Yamaha        | + 1 Vuelta |      |
| 20   | Olivier Liégeois       | Yamaha        | + 1 Vuelta |      |
| Ret  | Pierre Bolle           | Yamaha        | Ret        |      |
| Ret  | Franco Marchegiani     | Yamaha        | Ret        |      |
| Ret  | Jean-Jacques Peyre     | Yamaha        | Ret        |      |
| Ret  | Alain Beraud           | Yamaha        | Ret        |      |
| Ret  | Martin Wimmer          | Yamaha        | Ret        |      |
| Ret  | Thierry Espié          | Pernod        | Ret        |      |
| Ret  | Alan North             | Yamaha        | Ret        |      |
| Ret  | Hervé Guilleux         | Siroko        | Ret        |      |
| Ret  | Mick Grant             | Armstrong     | Ret        |      |
| Ret  | Graeme McGregor        | Armstrong     | Ret        |      |
| Ret  | Tony Rogers            | Rotax         | Ret        |      |
| Ret  | Jeffrey Sayle          | Armstrong     | Ret        |      |
| Ret  | August Auinger         | Rotax         | Ret        |      |
| Ret  | Mar Shouten            | Yamaha        | Ret        |      |
| DNQ  | Bruno Kneubühler       | Rotax         | DNQ        |      |
| DNQ  | Steve Tonkin           | Armstrong     | DNQ        |      |
| DNQ  | Siegfried Minich       | Yamaha/Bartol | DNQ        |      |
| DNQ  | Tony Head              | Yamaha        | DNQ        |      |
| DNQ  | Clive Horton           | Armstrong     | DNQ        |      |
| DNQ  | Richard Schlachter     | Yamaha        | DNQ        |      |
| DNQ  | Peter Looijesteijn     | Yamaha        | DNQ        |      |
| DNQ  | Etienne Geeraerd       | Yamaha        | DNQ        |      |

## Resultados 50cc
También en 50cc, el título está prácticamente asignado al piloto español  Ricardo Tormo que obtuvo en este Gran Premio su quinta victoria. Completaron el podio los holandeses Henk van Kessel y Theo Timmer. Ahora Tormo tan solo tiene al suizo Stefan Dörflinger, ausente en este Gran Premio, como rival en la general.
| Pos. | Piloto              | Moto     | Tiempo     | Pts. |
| ---- | ------------------- | -------- | ---------- | ---- |
| 1    | Ricardo Tormo       | Kreidler | 33'32.53   | 15   |
| 2    | Henk van Kessel     | Kreidler | 33'32.53   | 12   |
| 3    | Theo Timmer         | Bultaco  | 33'37.04   | 10   |
| 4    | Rolf Blatter        | Kreidler | 33'58.43   | 8    |
| 5    | Hans-Jürgen Hummel  | Sachs    | 34'22.24   | 6    |
| 6    | George Looijesteijn | Kreidler | 34'47.01   | 5    |
| 7    | Joaquin Gali        | Bultaco  | + 1 Vuelta | 4    |
| 8    | Pascal Kambourian   | Kreidler | + 1 Vuelta | 3    |
| 9    | Günter Schirnhofer  | Kreidler | + 1 Vuelta | 2    |
| 10   | Chris Baert         | CVD      | + 1 Vuelta | 1    |
| 11   | Gerhard Bauer       | Kreidler | + 1 Vuelta |      |
| 12   | Zdravko Matulja     | Tormo    | + 1 Vuelta |      |
| 13   | Reiner Scheidhauer  | Kreidler | + 1 Vuelta |      |
| 14   | Joe Genoud          | RYB      | + 1 Vuelta |      |
| 15   | Jos van Dongen      | Kreidler | + 1 Vuelta |      |
| 16   | Ramon Gali          | Kreidler | + 1 Vuelta |      |
| 17   | Bruno di Carlo      | Kreidler | + 1 Vuelta |      |
| 18   | Thomas Engl         | PCR      | + 1 Vuelta |      |
| 19   | Gerhard Singer      | Kreidler | + 1 Vuelta |      |
| 20   | Otto Machinek       | Kreidler | + 1 Vuelta |      |
| 21   | Ingo Emmerich       | Kreidler | + 1 Vuelta |      |
| 22   | Kasimir Rapczynski  | Kreidler | + 1 Vuelta |      |
| 23   | Mika Sakari Kumo    | Kreidler | + 1 Vuelta |      |
| 24   | Ove Skifjeld        | Kreidler | + 1 Vuelta |      |
| 25   | Spencer Crabbe      | MBA      | + 1 Vuelta |      |
| 26   | Klaus Kull          | Kreidler | + 1 Vuelta |      |
| 27   | Dirk van der Donckt | Kreidler | + 1 Vuelta |      |
| 28   | Robert Evrard       | Kreidler | + 1 Vuelta |      |
| Ret  | Hagen Klein         | Kreidler | Ret        |      |
| Ret  | Reiner Kunz         | Kreidler | Ret        |      |
| Ret  | Serge Julin         | JVM      | Ret        |      |
| Ret  | Guido Delys         | Jamathi  | Ret        |      |
| Ret  | Reiner Koster       | Malanca  | Ret        |      |
| Ret  | Yves Dupont         | ABF      | Ret        |      |